# Bergkirche Schierke

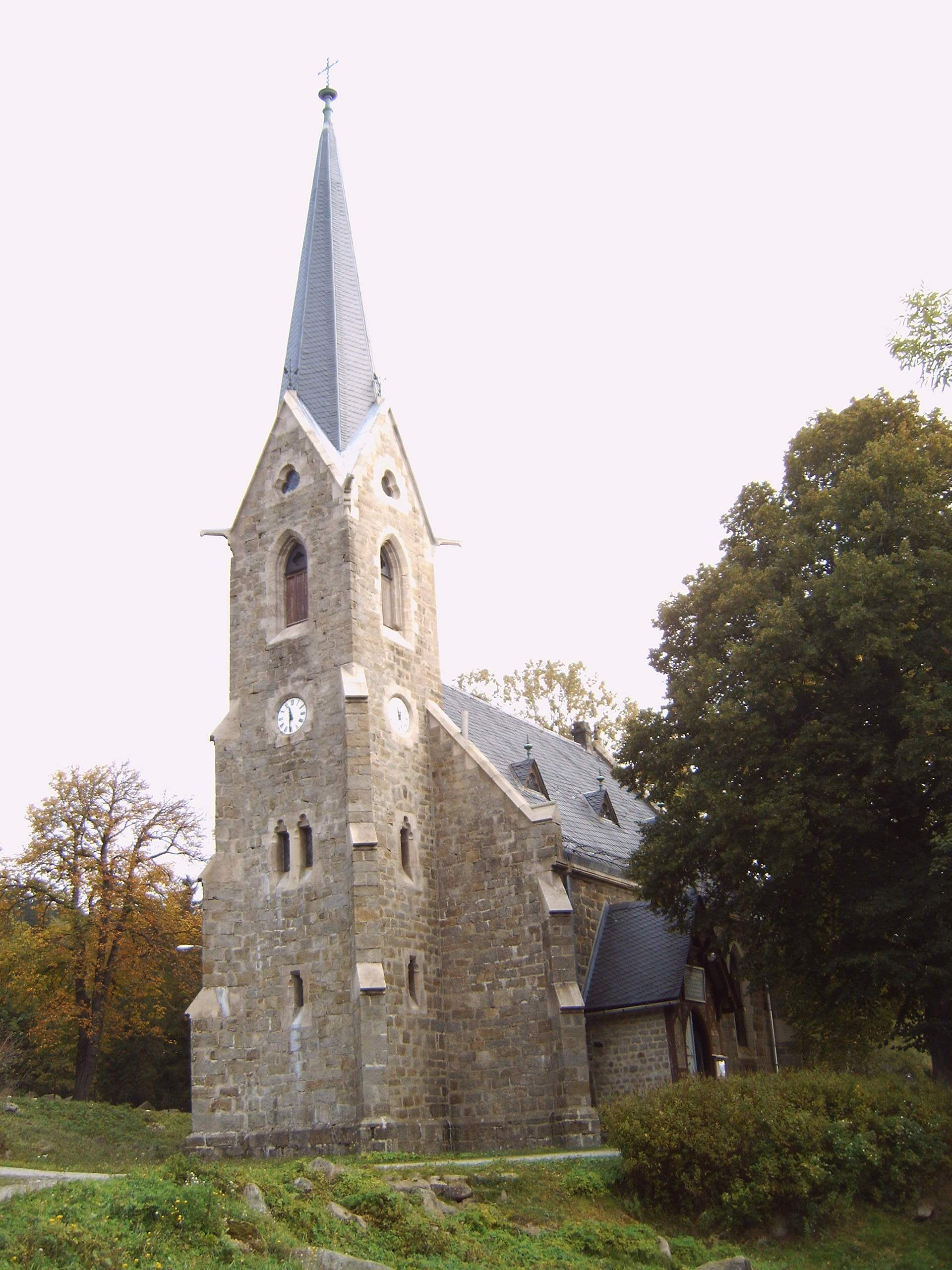
Schierker Bergkirche

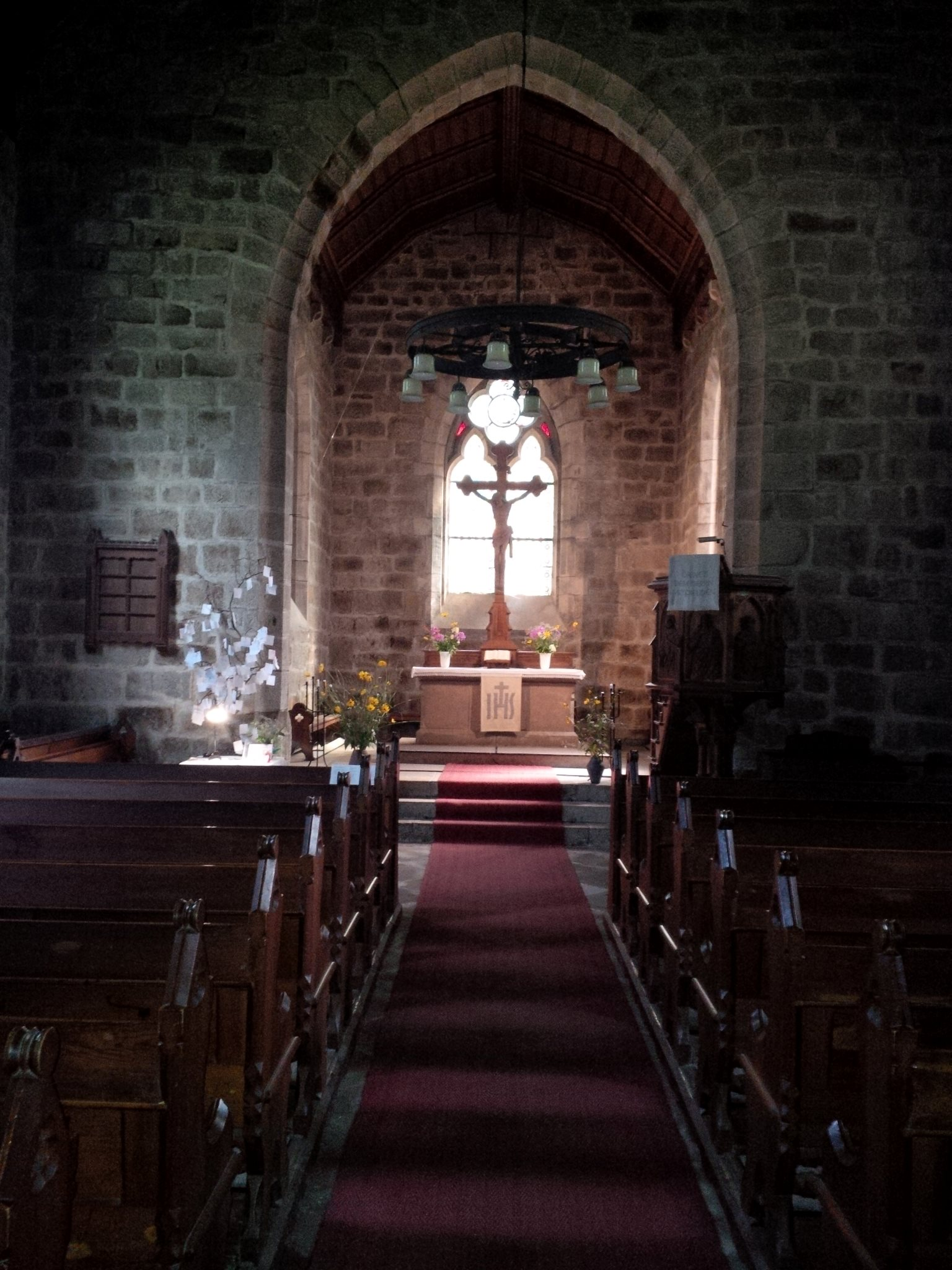
Innenansicht der Bergkirche Schierke

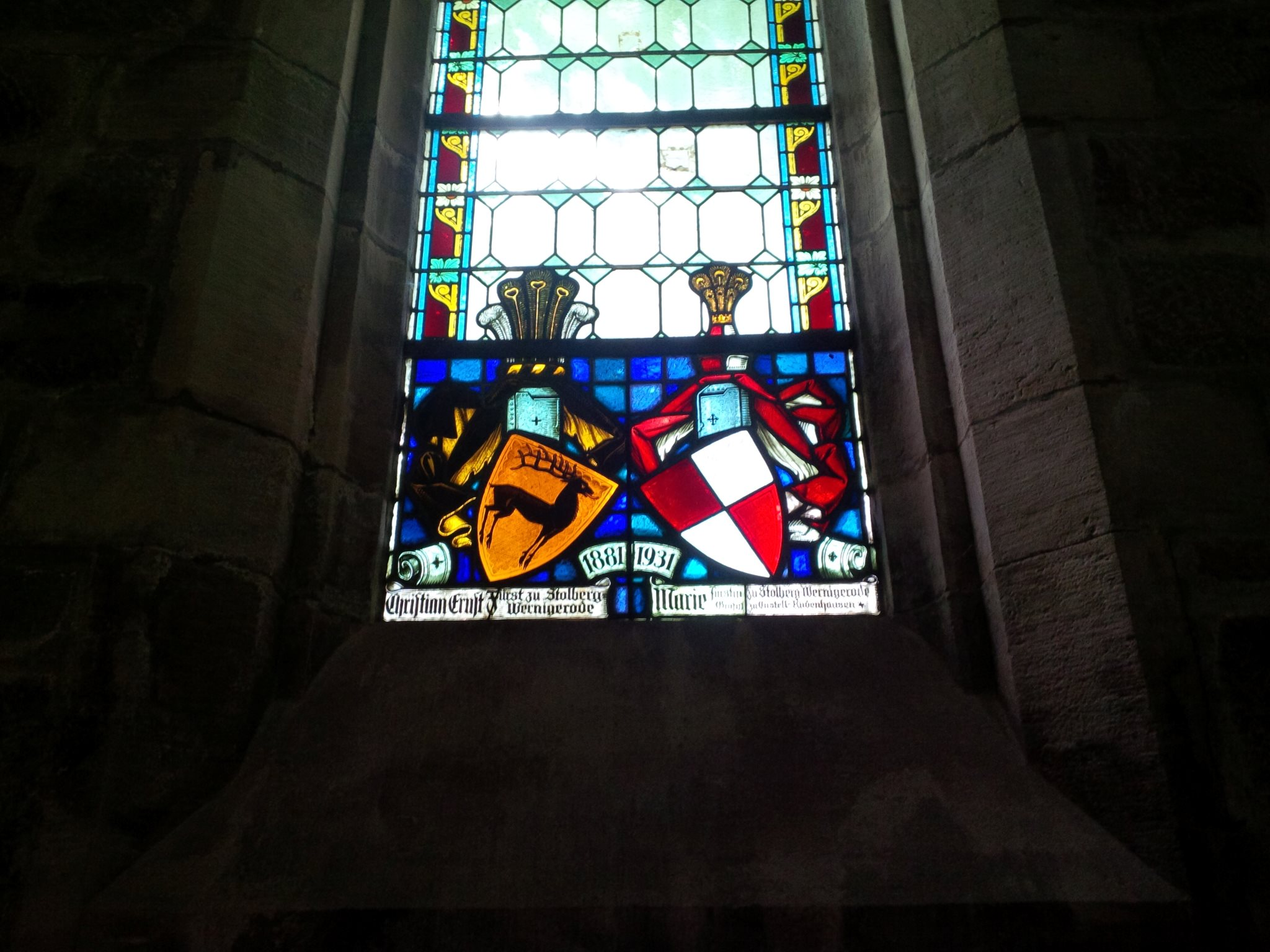
Glasfenster mit den Wappen von Christian-Ernst Fürst zu Stolberg-Wernigerode und seiner Ehefrau in der Bergkirche

Die Bergkirche Schierke ist die evangelische Kirche des Ortes Schierke im Harz in Sachsen-Anhalt.
Das heutige Gebäude wurde im neogotischen Stil aus Granit im Auftrag des Grafen Otto zu Stolberg-Wernigerode zwischen 1876 und 1881 errichtet.

## Geschichte
Ein tiefer im Tal gelegener Vorgängerbau war zuvor am 21. August 1691 eingeweiht worden. Grablegungen fanden in Schierke ab 1700 statt. Da diese Kirche keinen Kirchturm hatte, erfolgte etwa 1730 der Bau eines separaten Glockenstuhls. Die Vorgängerkirche war bis zur Einweihung der nach Plänen von Eduard Messow ab 1876 errichteten jetzigen Kirche am 17. Juli 1881 als Kirche in Nutzung. Danach wurde sie als Bauschuppen, Sommerwohnung und Gästehaus genutzt und seitdem als Alte Kirche bezeichnet. Heute befindet sich in dem immer noch bestehenden Gebäude ein Kindergarten. Der Glockenstuhl wurde zur Ferienwohnung umgebaut und besteht ebenfalls weiterhin.
Im Jahr 1912 wurde an das neue Kirchengebäude eine Sakristei angebaut. Zugleich erhielt das Gebäude eine Dampfheizung. 1922 wurde die ursprünglich von der Firma Reubke aus Hausneindorf geschaffene mechanische Orgel durch die Firma Ladegast aus Weißenfels auf eine pneumatische Funktionsweise umgebaut. Ein weiterer Umbau zu einer Orgel im barocken Stil erfolgte 1938 durch die Lübecker Firma Kemper.
Am 26. Oktober 1958 wurde eine von der Gemeinde Görsbach angekaufte aus dem 14. Jahrhundert stammende große Glocke geweiht. Im Jahre 2008 wurde diese nach Görsbach zurückgeführt.
Die Bergkirche gehört heute zur evangelischen Christusgemeinde Wernigerode-Schierke und wird regelmäßig für Gottesdienste genutzt.

## Ausstattung
Der Altar der heutigen Kirche wurde aus rotem Granit vom Schierker Steinhauermeister Wilhelm Wenzel gefertigt. Kanzel, Kruzifix und Taufständer wurden von Holzbildhauer Gustav Kuntzsch aus Wernigerode aus Eichenholz im Stil der Neogotik gefertigt. Die Kirche verfügt auch über mehrere farbig gestaltete Glasfenster, die von unterschiedlichen Stiftern zur Verfügung gestellt wurden.
Im Kirchturm befinden sich zwei Glocken. Die kleinere 450 kg wiegende Glocke klingt im Ton b'. Sie ist aus Bronze und wurde 1742 gegossen.
Bemerkenswert ist ein neben der Eingangstür befindlicher Renaissance-Ofen, dessen Entstehung auf die Zeit 1578 bis 1616 datiert wird. Der in der Ilsenburger Hütte hergestellte Ofen zeigt auf seiner Vorderseite Abbildungen aus dem Gleichnis vom verlorenen Sohn. Auf der nördlichen Seite wird die Anbetung der Weisen dargestellt. Weitere Darstellungen behandeln das Leben Josephs.
In der Kirche sind auch alte Taufgerätschaften (1691) und Abendmahlsutensilien (1730) in Gebrauch. Ein erhebliches Alter haben auch die Vasen für den Blumenschmuck des Altars.

## Trivia
2018 wurden im Umfeld und in der Bergkirche Schierke einige Szenen zum ZDF-Fernsehfilm Schattengrund – Ein Harz-Thriller gedreht.